# 黒河林道

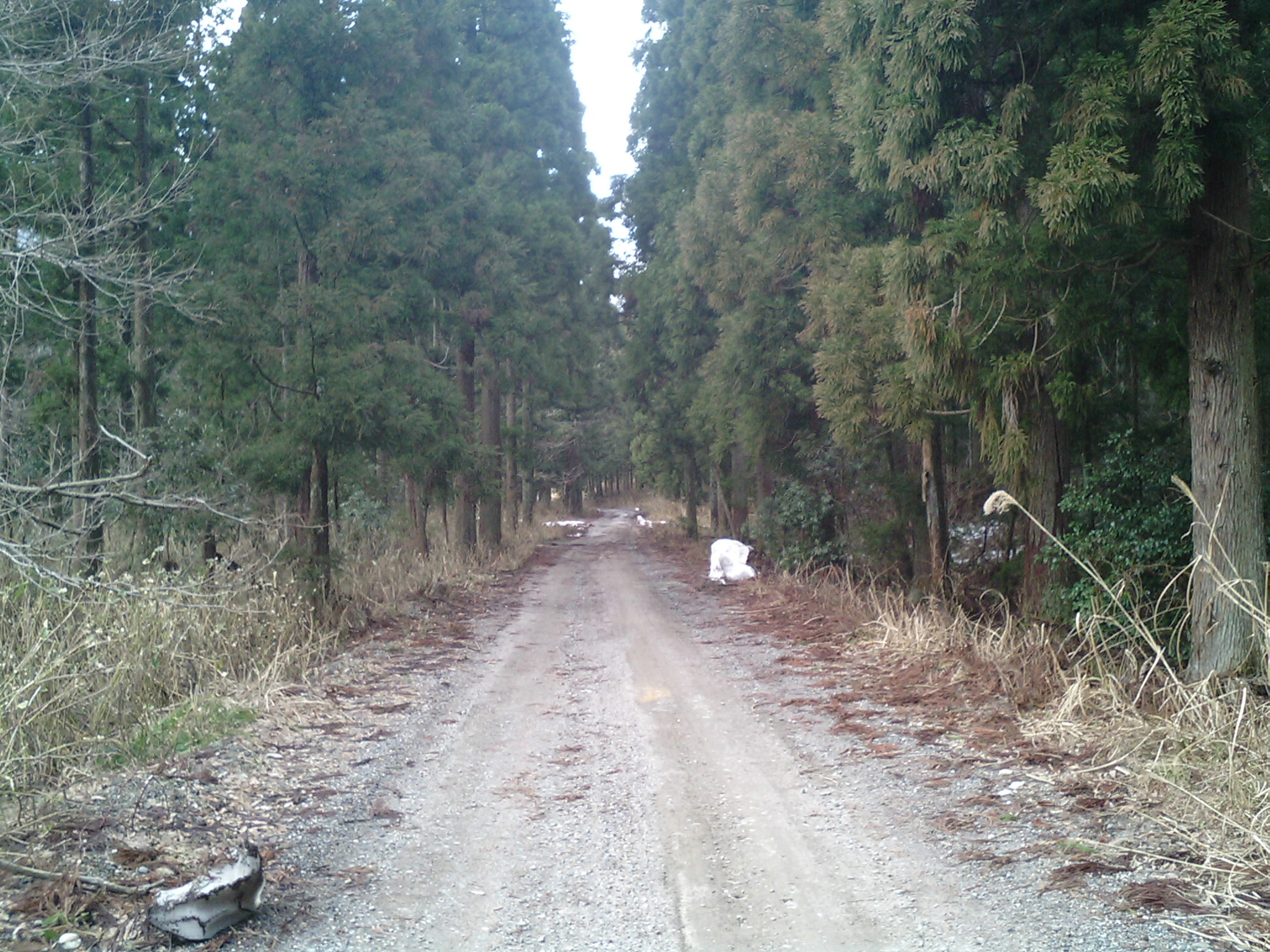
黒河林道

黒河林道（くろこりんどう）は、福井県敦賀市内に終始する林道である。

## 路線概要
- 起点：福井県敦賀市山
- 終点：同上
- 延長：9.9km
- 管理者：林野庁福井森林管理署

終点は福井県敦賀市と滋賀県高島市との県境にある黒河峠である。道路はここで終わりではなく滋賀県側に続き高島市のマキノ林道と一体化しているような形状となっている。峠附近以外ほぼ黒河渓谷の沿岸を走り、景観がよく専ら観光林道として利用されている。古くからの街道筋である塩津街道（現国道8号）、西近江路（現国道161号）と並行する歴史ある道である。

## 道路状況
終点附近の一部区間を除き、ほぼ全区間砂利道のダート林道である。雨や落石で若干ガレている区間はあるものの、林道としての状況は良好といえるだろう。6本の支線を持つが、終点附近の1本を除き施錠されている。起点附近は黒河渓谷へのアクセス路となっており、夏季は観光客で混雑することもあるが、普段は全線静かな山深い林道の姿を保っている。

## 通過する峠
- 黒河峠

## 景観
- 黒河渓谷

## 接続路線
- 福井県道211号山櫛林線（終点）
- マキノ林道（起点）